# Damur
Damour o Damur, (en àrab. الدامور), és una ciutat del Líban, situada a la costa del mar Mediterrani, pertany a la governació de la Muntanya Líban i forma part del districte de Chouf, es troba a una distància de 24 km al sud de Beirut. Té 26.956 habitants l'any 2008. El seu nom deriva del déu fenici Damoros que simbolitza la immortalitat (ديمومة en àrab).
A la ciutat hi ha quatre escoles, de les quals dues són públiques ia més hi ha dos establiments universitaris privats. El gener de 1976, durant la guerra civil libanesa, milicians de l'organització per l'Alliberament de Palestina i les milícies musulmanes van massacrar la població cristiana local, matant centenars d'habitants d'aquesta ciutat (massacre de Damour).